# Semnostoma
Semnostoma is een geslacht van vlinders van de familie tastermotten (Gelechiidae).

## Soorten
- S. barathrota Meyrick, 1918
- S. leucochalca Meyrick, 1918
- S. poecilopa Meyrick, 1918
- S. scatebrosa Meyrick, 1918